# Kilimany
Kilimany (niem. Lipniak, w latach 1938–1945 Friedrichshagen) – wieś w Polsce położona w województwie warmińsko-mazurskim, w powiecie szczycieńskim, w gminie Rozogi.
W latach 1975–1998 miejscowość administracyjnie należała do województwa ostrołęckiego.